# 绒毛飘拂草
绒毛飘拂草（学名：Fimbristylis tomentosa）为莎草科飘拂草属下的一个种。

## 扩展阅读
- 維基物種上的相關：绒毛飘拂草